# Akçaşehir, Tire
Akçaşehir là một xã thuộc huyện Tire, tỉnh İzmir, Thổ Nhĩ Kỳ. Dân số thời điểm năm 2010 là 300 người.